# Camillo Camilli
Camillo Camilli talvolta noto come Camillus Camilli (Mantova, 1703 circa – 1754) è stato un liutaio italiano.

## Biografia
Considerato assieme a Tommaso Balestrieri la punta di diamante della Scuola mantovana del '700, Camilli apprese il mestiere probabilmente nella bottega di Antonio Zanotti (allievo di Girolamo Amati II), anche se il suo lavoro si rifà principalmente all'esperienza di Pietro Guarneri (noto anche come Pietro da Mantova), liutaio di origine e Scuola cremonese, considerato il fondatore della Scuola mantovana di liuteria.

## Produzione
La sua produzione è assai pregiata e di notevole valore; fu un liutaio assai prolifico (sono giunti ai giorni nostri numerosi violini), ma non si hanno molte notizie di viole o violoncelli.
Rispetto agli strumenti di Balestrieri, noti per il suono robusto, i violini di Camilli si caratterizzano per l'uso di materiali di prima scelta e per l'eccellente fattura. La verniciatura caratteristica è dorato-arancione, e i ricci presentano la curvatura tipica degli strumenti di Guarneri.
Un violino Camilli del 1737, di particolare pregio, fa parte della collezione privata del conte Guido Chigi-Saracini (oggi di proprietà dell'Accademia Chigiana di Siena) ed è stato un degli strumenti messi a disposizione del Quintetto Chigiano. Anahit Kurtikyan, secondo violino del Quartetto Gringolts, suona un Camilli del 1733. Altri musicisti che suonano o hanno suonato strumenti di Camilli sono Alina Pogostkina, Aldo Ferraresi, Sumina Studer, Alicja Śmietana e Tymur Melnyk.